# Amédée Godard
Amédée Godard († 17. September 1894 (nach anderen Angaben: 16. Juni 1896) in Dieppe) war ein französischer Komponist.

## Leben
Godard entstammte einer musikliebenden Kaufmannsfamilie und war der Bruder des Komponisten Benjamin Godard (1849–1895) und der Geigerin Magdeleine Godard (1860–1940). Er war Schüler von Victor Massé. Er wirkte als Direktor der Societé Philharmonique von Dieppe. 1880 wurde er zum Officier d’académie ernannt.

## Werke

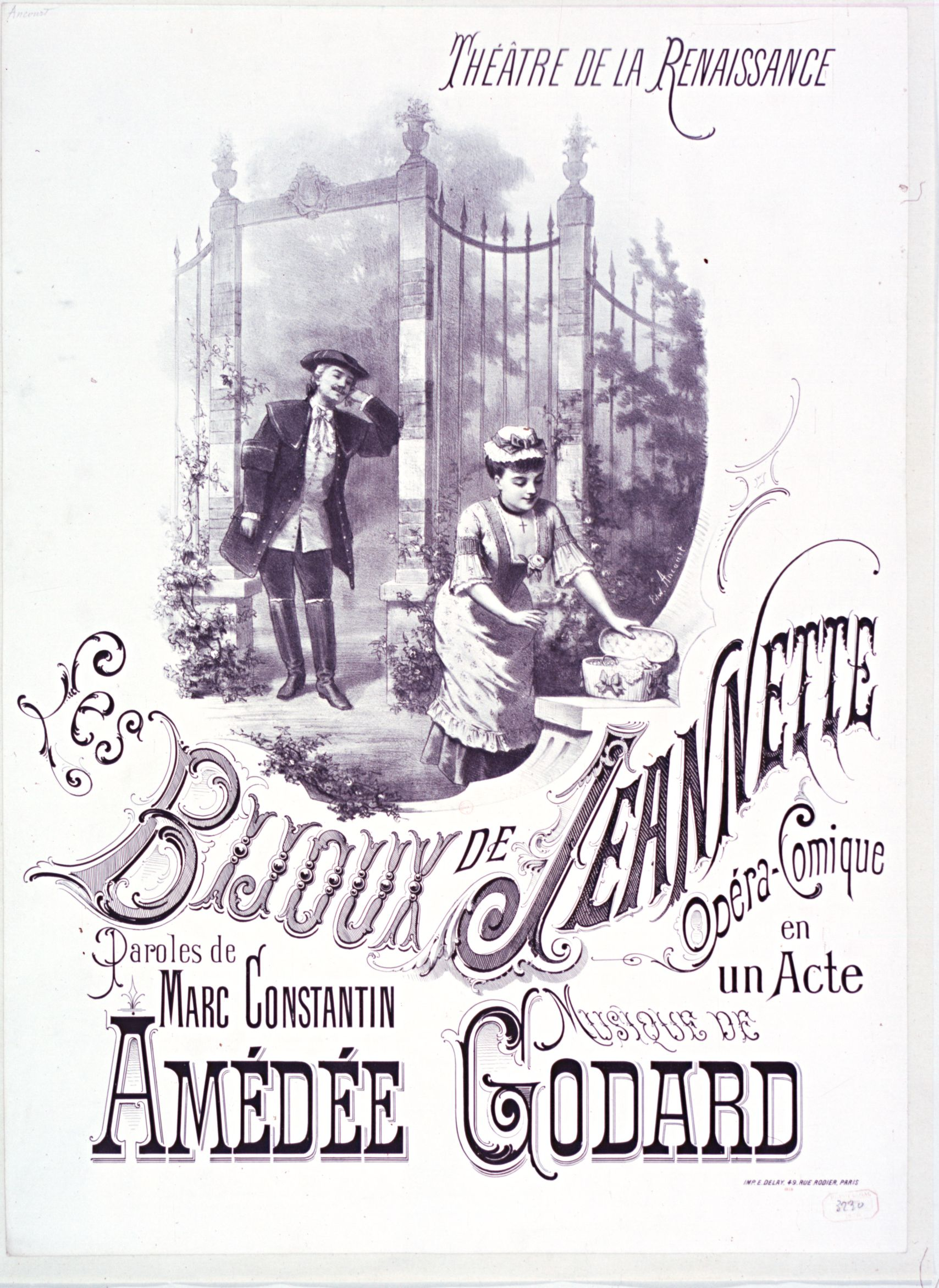
Les Bijoux de Jeannette, Aufführungsplakat Paris 1878

- Jeanne d’Arc (Kantate, Libretto von Jules Cauvain,[9] UA 1874)[10]
- Les pêcheurs de harengs (Choeur à 4 voix d’hommes, Text von A. Laurent Corrée, 1876)[2]
- Le temps (Choeur à 4 voix d’hommes, Text von Abel Simon,[11] 1879)[2]
- Les bijoux de Jeannette (Oper, Libretto von Marc Constantin,[12] UA Paris, Théâtre de la Renaissance, 9. August 1878)[3][13]
- L’amour qui passe (Oper, Libretto von Ferdinand Langlé[14] und Jules Ruelle[15], UA Paris, Théâtre des Folies-Dramatiques, 7. Juli 1883)[3][16][17][18][19]
- La légende de Magyar (Oper, Libretto von  Maxime Boucheron,[20] UA Brüssel, Théâtre royal des Galeries, 31. März 1888)[3][21][22]